# Taranči
Taranči (Taranchi, Taranchy), ime za jednu skupinu Ujgura porijeklom iz istočnog Turkestana (Kina), koji na područje regije Ili u Kazahstan migriraju u 18. stoljeću. Ime im na ujgurskom označava farmera (poljoprivrednika), što su oni prihvatili kao etnonim za sebe. Kao poseban narod označavani su sve do 1930., od kada se klasificiraju među Ujgure.
Populacija im je 1926. iznosila 53.010.